# Liste der ehemaligen Verkehrsflughäfen in Deutschland
Dies ist eine Liste der ehemaligen Verkehrsflughäfen in Deutschland.

## Erklärung
- Name des Flughafens: Nennt den Namen des Flughafens sowie eventuelle Zusatzbezeichnungen.
- IATA-Code: Der Code besteht aus einer Kombination von jeweils drei lateinischen Buchstaben und dient zu einer eindeutigen Kennzeichnung der einzelnen Verkehrsflughäfen. Der IATA-Code wird von der International Air Transport Association (IATA) vergeben.
- ICAO-Code: Der ICAO-Code wird von der International Civil Aviation Organization vergeben und besteht aus einer eindeutigen Kombination aus vier lateinischen Buchstaben. Hierbei steht ED für Deutschland, militärische Flughäfen haben als Anfangskürzel ET, das ehemalige Anfangskürzel der DDR.
- Klassifizierung: Unterscheidung in regionale und internationale Flughäfen je nach erteilter Genehmigung. Diese Einteilung wird im deutschen Luftrecht festgehalten. Dem Status nach internationale Flughäfen sind zudem grau hinterlegt. Die Arbeitsgemeinschaft Deutscher Verkehrsflughäfen führt abweichend davon und ohne behördliche Unterstützung in ihrer Statistik etliche regionale Flughäfen ebenfalls als Internationale Verkehrsflughäfen.
- Eröffnung: Nennt das Jahr, in dem der Flughafen am aktuellen Standort eröffnet wurde.
- Passagiere: Gibt die gesamte Passagierzahl des Flughafens für das letzte Jahr an (außer dort steht ein Datum). Darin enthalten sind Linienverkehr, Pauschalreiseverkehr, kommerzieller Verkehr, gewerblicher Verkehr und sonstiger Verkehr. Hinzu kommt der nichtgewerbliche Verkehr, wie Werksverkehr und nichtkommerzieller Verkehr.
- Flugbewegungen: Gibt die gesamten Flugbewegungen des Flughafens für das letzte Jahr an (außer dort steht etwas anderes). Darin enthalten sind Linienverkehr, Pauschalreiseverkehr, kommerzieller Verkehr, gewerblicher Verkehr und sonstiger Verkehr. Hinzu kommt der nichtgewerbliche Verkehr, wie Werksverkehr und nichtkommerzieller Verkehr.
- Fracht: Gibt die insgesamt auf dem Flughafen umgeschlagene Fracht inklusive Luftpost in Tonnen für das jeweilige letzte Jahr an (außer dort steht ein Datum).
- Bahn (m): Gibt die Länge und Breite der laut der Genehmigungsbehörde genehmigten Start- und Landebahn in Metern an. Die tatsächlichen Bahndaten, wie einschließlich zuzüglicher Freiflächen und Stoppbahnen, können hiervon abweichen.
- Richtung: Gibt die Richtung der Start- und Landebahn des Flugplatzes in gerundeten Graden an. Sie wird mit zwei Zahlen gekennzeichnet, je eine für die beiden Richtungen. Ist die Bahn beispielsweise nach Osten (90 Grad) ausgerichtet, so weist sie die Zahl 09 auf, die Gegenrichtung (270 Grad) 27. Die Kennzeichnung lautet 09/27. Beide Nummern unterscheiden sich immer um 180 Grad (18). Verfügt der Flugplatz über zwei parallel verlaufende Start- und Landebahnen, erhält die rechts gelegene Bahn den Buchstaben R und die linke ein L. Die Gegenrichtungen entsprechend umgekehrt, beispielsweise 09L/27R und 09R/27L. Bei drei Parallelbahnen wird zusätzlich die mittlere mit C (für Center) bezeichnet, z. B. 09C/27C.
- Art: Gib die Art des Belages der Start- und Landebahn an. Dieser kann aus Asphalt (gekennzeichnet mit A), Beton (B) oder Gras (G) bestehen.
- Kapazität: Gibt die derzeitige Kapazität des Flughafens in Passagieren (PAX) pro Jahr an.

Hinweis: Die Liste ist sortierbar: durch Anklicken der Pfeile eines Spaltenkopfes wird die Liste nach dieser Spalte sortiert, zweimaliges Anklicken kehrt die Sortierung um. Durch das Anklicken zweier Spalten hintereinander lässt sich jede gewünschte Kombination erzielen.

## Liste der ehemaligen Verkehrsflughäfen
Die Liste der ehemaligen Verkehrsflughäfen in Deutschland soll eine Liste darstellen, welche Verkehrsflughäfen es in Deutschland mal gab und soll auch die wichtigsten Informationen weitergeben.
| Name des Flughafens                       | damaliger IATA- Code | damaliger ICAO- Code | Klassi- fizier- ung | Eröff- nung                                                                       | Schließ- ung                                            | Letzte Passa- gieran- zahl | Letzte Flugbewe- gungen | Letzte Fracht (Tonnen) | Bahn (m)            | Richtung        | Art     |
| ----------------------------------------- | -------------------- | -------------------- | ------------------- | --------------------------------------------------------------------------------- | ------------------------------------------------------- | -------------------------- | ----------------------- | ---------------------- | ------------------- | --------------- | ------- |
| Berlin-Gatow                              | GWW                  | EDBG                 | Inter               | 1935                                                                              | 30.06.1994                                              |                            |                         |                        | 1845                | 08R/26L         | A       |
| Berlin-Johannisthal                       |                      |                      |                     | 26.09.1909                                                                        | 1923 offiziell 09.09.1995                               |                            |                         |                        |                     |                 | G       |
| Berlin-Staaken                            |                      |                      | Inter               | 09.07.1915                                                                        | 1953                                                    |                            |                         |                        |                     |                 |         |
| Berlin-Schönefeld                         | SXF                  | EDDB                 | Inter               | 1946                                                                              | 25.10.2020                                              |                            |                         |                        | 2710 x 45 3000 × 45 |                 | A A     |
| Berlin-Tegel                              | TXL                  | EDDT                 | Inter               | 1974                                                                              | 08.11.2020                                              |                            |                         |                        | 2428 x 45 3023 × 45 | 08R/26L 08L/26R | A A     |
| Berlin-Tempelhof                          | THF                  | EDDI                 | Inter               | 08.10.1923                                                                        | 31.10.2008                                              | 278.555                    |                         |                        | 1840 × 43 2094 × 43 | 09R/27L 09L/27R | A A     |
| Broitzem                                  |                      |                      |                     | Zivil: 14.09.1917                                                                 | ?                                                       |                            |                         |                        |                     |                 |         |
| August-Euler-Flugplatz (Griesheimer Sand) |                      | EDES                 | Inter               | 1908 als erster Flugplatz Deutschlands                                            | 1992                                                    |                            |                         |                        | 1100 × 20           | 07              | A       |
| Dortmund-Brackel                          |                      |                      | Inter               | 16. 04.1926                                                                       | 1959                                                    |                            |                         |                        | 1100 × 80           |                 | B       |
| Erfurt (Am Roten Berg)                    |                      |                      | Regio               | 1925                                                                              | 1939                                                    |                            |                         |                        | 730                 |                 | G       |
| Essen/Mülheim                             | ESS                  | EDLE                 | Regio               | 1980 bzw. 1991 / 1999 (davor als Verkehrslandeplatz klassifiziert, eröffnet 1925) | 2013 (danach als Verkehrslandeplatz klassifiziert)      | ca. 33.000 (2007)          | 46.237 (2012)           |                        | 1553 × 45           | 06/24           | A       |
| Frankfurt-Rebstock                        |                      |                      | Inter               | Zeppelin: 31.07.1909; Flugzeuge: 1912                                             | Zivil: 07.05.1936; Militär: 1945                        | 5.500 (1926)               |                         |                        |                     |                 |         |
| Fürstenwalde-Neuendorf                    |                      |                      | Regio               | 1915                                                                              | 2010                                                    |                            |                         |                        | 1200 × 45           |                 | B       |
| Hannover-Vahrenwald                       |                      |                      | Inter               | 22.05.1928                                                                        | 1945                                                    |                            |                         |                        |                     |                 |         |
| Kassel-Waldau                             |                      |                      | Regio               | 24.08.1924                                                                        | 10.07.1970                                              |                            |                         |                        | 800 × 30            | 02 / 20         | A       |
| Köln-Butzweilerhof                        |                      |                      | Inter               | 1926 (seit 1912 Flugplatz der Flugschule)                                         | 1957 (bis 1980 noch Sportflugplatz)                     |                            |                         |                        | 980                 |                 | B       |
| Leipzig-Mockau                            |                      | ETLM                 | Inter               | 22.06.1913                                                                        | 06.03.1972 (bis 1991 noch Agrarflugplatz)               | 55.092                     | 2.280                   | 238                    | 1560 × 45           | 07/25           | B       |
| Meiningen                                 |                      |                      | Regio               | 02.05.1927                                                                        | Zivil: 1945; Militär: 1990                              |                            |                         |                        | 770 475             | 04/22 09/27     | G G     |
| München-Oberwiesenfeld                    |                      | DBOW                 | Inter               | 1925                                                                              | 1939 (bis ca. 1968 noch Sportflugplatz)                 | 49.156                     |                         |                        | ca. 700             |                 | B       |
| München-Riem                              | MUC                  | EDDM                 | Inter               | 1939                                                                              | 16.05.1992                                              | 10.797.984                 |                         |                        | 2804 814            | 07R/25L 07L/25R | B B     |
| Nürnberg-Fürth                            |                      |                      | Inter               | 1917                                                                              | 20.08.1933                                              |                            |                         |                        | 671 × 23            | 10/28           | B       |
| Nürnberg-Fürth Industriehafen             |                      |                      | Inter               | 1920 (bis 1950 nur Industrie- und Militärflugplatz)                               | 1955                                                    |                            |                         |                        | 1661 x 52           | 12/30           | B       |
| Nürnberg-Marienberg                       |                      |                      | Inter               | 20.08.1933                                                                        | 17.04.1945                                              | 35.076 (1937)              |                         | 643 (1937)             | 1400                | 09/27           | B       |
| Saarbrücken-St. Arnual                    |                      |                      | Inter               | 17.05.1928                                                                        | 25.10.1939                                              |                            |                         |                        | {{{1}}}             | {{{1}}}         | {{{1}}} |
| Stuttgart-Böblingen                       |                      |                      |                     | 1915                                                                              | 05.1945                                                 |                            |                         |                        | {{{1}}}             | {{{1}}}         | G       |
| Zweibrücken                               | ZQW                  | EDRZ                 | Regio               | 1992                                                                              | 29.03.2018 (seitdem als Sonderlandeplatz klassifiziert) | 0 (2016)                   | 3240 (2014)             | 32 (2014)              | 2675 × 45           | 03/21           | A       |